# Bufo torrenticola
Bufo torrenticola (tên tiếng Anh là Japanese Stream Toad) là một loài cóc thuộc họ Bufonidae.
Đây là loài đặc hữu của Nhật Bản.
Môi trường sống tự nhiên của chúng là rừng ôn đới và sông ngòi.
Chúng hiện đang bị đe dọa vì mất nơi sống.

## Hình ảnh

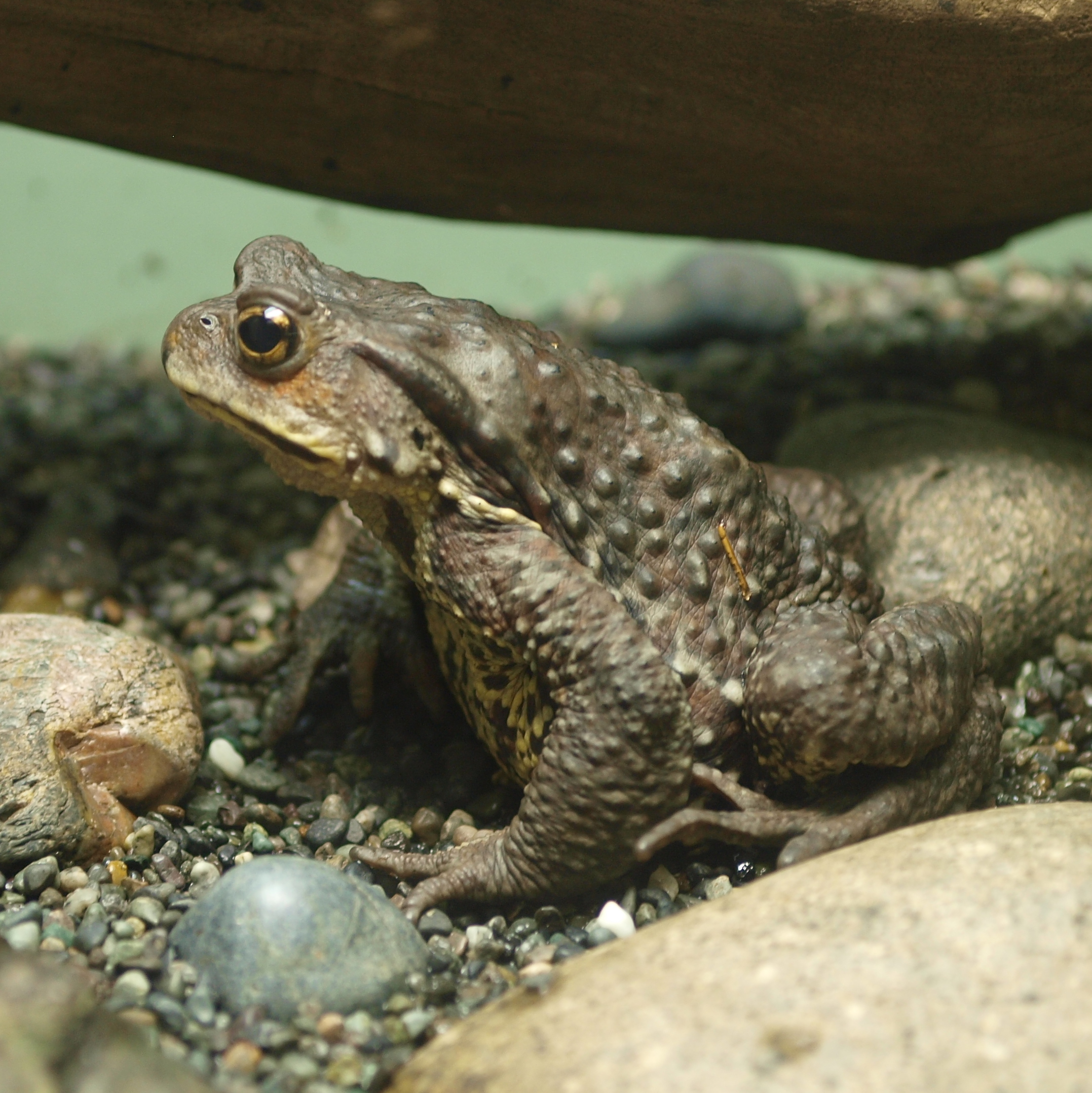